# Óscar Viel Cavero
Óscar Viel Cavero (Santiago, 13 de mayo de 1862- París, 2 de marzo de 1930) fue un político y abogado chileno.
Fue hijo de Óscar Viel y Toro y de la peruana Manuela Cavero Núñez —su tía materna, Dolores Cavero Núñez, se casó en 1867 con el capitán peruano Miguel Grau—.
Educado en el Liceo de Valparaíso (Liceo Eduardo de la Barra de Valparaíso) y en la Universidad de Chile logró su título de abogado en diciembre de 1890. Ejerció la profesión y se dedicó además a la política, siendo militante del Partido Liberal Democrático.
Ministro de Instrucción Pública (1906-1907), de Justicia (1907-1908) y de Guerra y Marina (1917). Diputado por Tarapacá y Pisagua y (1906-1915) por Parral y Loncomilla (1915-1918). Integró en la ocasión la Comisión de Educación y Beneficencia, además la de Guerra y Marina.
Electo senador por Tarapacá y Antofagasta en 1925. Integró la Comisión de Relaciones Exteriores.
Falleció en París, Francia, el 2 de marzo de 1932.